# Madder-Akka
Mader-Akka, appelée également Máttaráhkká est la première Akka, la déesse primordiale, la créatrice du corps humain, la déesse des femmes et des enfants. Les femmes et les enfants lui appartiennent (les garçons jusqu'à leur puberté). Le nom, remontant à la mythologie saami, réfère à la déesse de la sagesse et de la beauté, ce qui explique qu' akka a pu être utilisé en langue saami pour désigner « grand-mère » ou « femme sage ».
Mader-Akka est populaire parmi les féministes Saami.